# Егоров, Павел Ильич
Па́вел Ильи́ч Его́ров (16 января 1909, Казань, Российская империя — 25 февраля 1947, Полярный, СССР) — советский военачальник, капитан 2-го ранга, командир подводной лодки С-101.

## Биография
Павел Егоров родился 16 января 1909 года в тогдашней столице городе Казань Казанской губерни ныне столица республики Татарстан в составе России. По национальности русский. На службе в РККФ с 1928 года.
В 1932 году окончил Военно-морское училище им. Фрунзе. С 1932 по 1934 служил штурманом на подводной лодке «Коммунист», а с 1934 по 1935 штурман лодки типа «М-72». С 1936 по 1937 годы занимал должность помощника командира лодки «Щ-318». В том же 1937 году ненадолго был помощником начальника штаба 2-й бригады ПЛ КБФ. Затем был переведен на Северный флот на должность помощника командира лодки «Щ-313» а затем стал командиром этой лодки, позднее переименованной в «Щ-421». В апреле был снят с должности и назначен командиром лодки «М-175» малюткой Егоров командовал до декабря 1940 года. В 1942 году занимал должность командира-оператора штаба Северного флота.
В ноябре 1942 года был назначен командиром лодки «С-101» в звании Капитан 3 ранга. Под его руководством действия корабля приобрели дерзость и решительность. Всего за время нахождения на должносит командира эски Егоров совершил три боевых похода в ходе которых был потоплен немецкий пароход «Ajax» (2297 брт) и, возможно, был повреждён еще один транспорт.
В июне 1943 года Егоров был назначен командиром 5-го дивизиона подводных лодок Северного флота с присвоением звания Капитан 2 ранга. Так как новый командир лодки С-101 не успел сдать зачеты курса торпедных стрельб, то в следующий боевой поход был отправлен Егоров в качестве обеспечивающего. Советской разведке стало известно, что в Карском море находятся немецкие субмарины, для их уничтожения была послана, в том числе, и «С-101».
28 августа 1943 года была обнаружена немецкая подлодка «U-639». С дистанции около 6 кабельтовых С-101 произвела трёхторпедный залп. Менее чем через минуту над морем поднялся столб из дыма и воды, Егоров руководил этой торпедной атакой лично. Немецкая подводная лодка затонула в течение несколько секунд. 
В январе 1944 года обеспечивал первый поход лодки С-104. В марте-апреле 1944 года, обеспечивал поход лодки С-15 под командованием Г. К. Васильева в ходе которого была успешно произведена высадка разведывательной группы. Продолжал командовать дивизионом и после окончание войны.
Скончался на второй день после попытки самоубийства 25 февраля 1947 года. Похоронен в Полярном на кладбище в губе Кислая.